# Altica palustris
Altica palustris es una especie de  coleóptero de la familia Chrysomelidae. Fue descrita científicamente por primera vez en 1888 por Weise. Se encuentra en el Paleártico, incluyendo el norte de África.